# Vernoux-en-Gâtine
Vernoux-en-Gâtine és un municipi francès situat al departament de Deux-Sèvres i a la regió de la Nova Aquitània. L'any 2007 tenia 616 habitants.

## Demografia

### Població
El 2007 la població de fet de Vernoux-en-Gâtine era de 616 persones. Hi havia 274 famílies de les quals 68 eren unipersonals (28 homes vivint sols i 40 dones vivint soles), 121 parelles sense fills, 69 parelles amb fills i 16 famílies monoparentals amb fills.
La població ha evolucionat segons el següent gràfic:
Habitants censats

### Habitatges
El 2007 hi havia 363 habitatges, 275 eren l'habitatge principal de la família, 63 eren segones residències i 25 estaven desocupats. 355 eren cases i 6 eren apartaments. Dels 275 habitatges principals, 217 estaven ocupats pels seus propietaris, 52 estaven llogats i ocupats pels llogaters i 6 estaven cedits a títol gratuït; 1 tenia una cambra, 9 en tenien dues, 31 en tenien tres, 54 en tenien quatre i 179 en tenien cinc o més. 255 habitatges disposaven pel capbaix d'una plaça de pàrquing. A 137 habitatges hi havia un automòbil i a 106 n'hi havia dos o més.

### Piràmide de població
La piràmide de població per edats i sexe el 2009 era:
| Homes | Edats   | Dones |
| ----- | ------- | ----- |
| 0     | 95 o +  | 4     |
| 0     | 90 a 94 | 4     |
| 4     | 85 a 89 | 8     |
| 4     | 80 a 84 | 16    |
| 28    | 75 a 79 | 20    |
| 16    | 70 a 74 | 24    |
| 40    | 65 a 69 | 24    |
| 16    | 60 a 64 | 28    |
| 12    | 55 a 59 | 20    |
| 20    | 50 a 54 | 12    |
| 12    | 45 a 49 | 8     |
| 20    | 40 a 44 | 28    |
| 16    | 35 a 39 | 16    |
| 12    | 30 a 34 | 12    |
| 24    | 25 a 29 | 12    |
| 40    | 20 a 24 | 20    |
| 16    | 15 a 19 | 20    |
| 12    | 10 a 14 | 20    |
| 28    | 5 a 9   | 12    |
| 8     | 0 a 4   | 12    |

## Economia
El 2007 la població en edat de treballar era de 331 persones, 252 eren actives i 79 eren inactives. De les 252 persones actives 237 estaven ocupades (140 homes i 97 dones) i 15 estaven aturades (5 homes i 10 dones). De les 79 persones inactives 42 estaven jubilades, 16 estaven estudiant i 21 estaven classificades com a «altres inactius».

### Ingressos
El 2009 a Vernoux-en-Gâtine hi havia 262 unitats fiscals que integraven 595 persones, la mediana anual d'ingressos fiscals per persona era de 13.456 €.

### Activitats econòmiques
Dels 24 establiments que hi havia el 2007, 3 eren d'empreses extractives, 2 d'empreses alimentàries, 2 d'empreses de fabricació d'altres productes industrials, 6 d'empreses de construcció, 4 d'empreses de comerç i reparació d'automòbils, 1 d'una empresa d'hostatgeria i restauració, 2 d'empreses financeres, 3 d'empreses de serveis i 1 d'una empresa classificada com a «altres activitats de serveis».
Dels 11 establiments de servei als particulars que hi havia el 2009, 4 eren tallers de reparació d'automòbils i de material agrícola, 4 paletes, 1 fusteria, 1 restaurant i 1 agència immobiliària.
L'únic establiment comercial que hi havia el 2009 era una fleca.
L'any 2000 a Vernoux-en-Gâtine hi havia 54 explotacions agrícoles que ocupaven un total de 2.240 hectàrees.

## Equipaments sanitaris i escolars
El 2009 hi havia una escola elemental.

## Poblacions més properes
El següent diagrama mostra les poblacions més properes.